# ベッドフォード・パーク・ブールバード駅
ベッドフォード・パーク・ブールバード駅 (英: Bedford Park Boulevard) はニューヨーク市地下鉄INDコンコース線の駅である。ブロンクス区ベッドフォード・パークのベットフォード・パーク・ブールバードとグランド・コンコースの交差点に位置し、B系統がラッシュ時のみ、D系統が終日停車する。

## 駅構造
| G  | 地上階                                     | 出入口（グランド・コンコース） エレベーター、ベッドフォード・パーク・ブールバードとグランド・コンコースの交差点南西 |
| B1 | 改札階                                     | 改札口、駅員詰所、メトロカード自動券売機                                                                            |
| B1 | 地下通路                                   | 出入口（ベッドフォード・パーク・ブールバード）                                                                      |
| B2 | 北行線                                     | ← ノーウッド-205丁目駅行き（終点）                                                                                  |
| B2 | 島式ホーム、到着番線に応じた側のドアが開く | |
| B2 | 中央線                                     | → ラッシュ時のみ：ブライトン・ビーチ駅行き（キングスブリッジ・ロード駅） →                                          |
| B2 | 島式ホーム、到着番線に応じた側のドアが開く | |
| B2 | 南行線                                     | → コニー・アイランド-スティルウェル・アベニュー駅行き（キングスブリッジ・ロード駅） →                               |

駅は1933年7月1日に開業し、島式ホーム2面と3線を持った2面3線の地下駅となっている。ホーム外壁には黒地に白で「BEDFORD」と書かれた小さな標があるほか出入口の方向付きの案内板、ホーム上部からは同じく黒地に白で「Bedford Park Blvd」と書かれた駅名標が吊り下げられており、ホーム上に立っている緑色の柱にはニューヨーク市地下鉄標準の正方形の黒看板に白で「Bedford Park Boulevard」と書かれた駅名標が掲げられている。

### 出入口

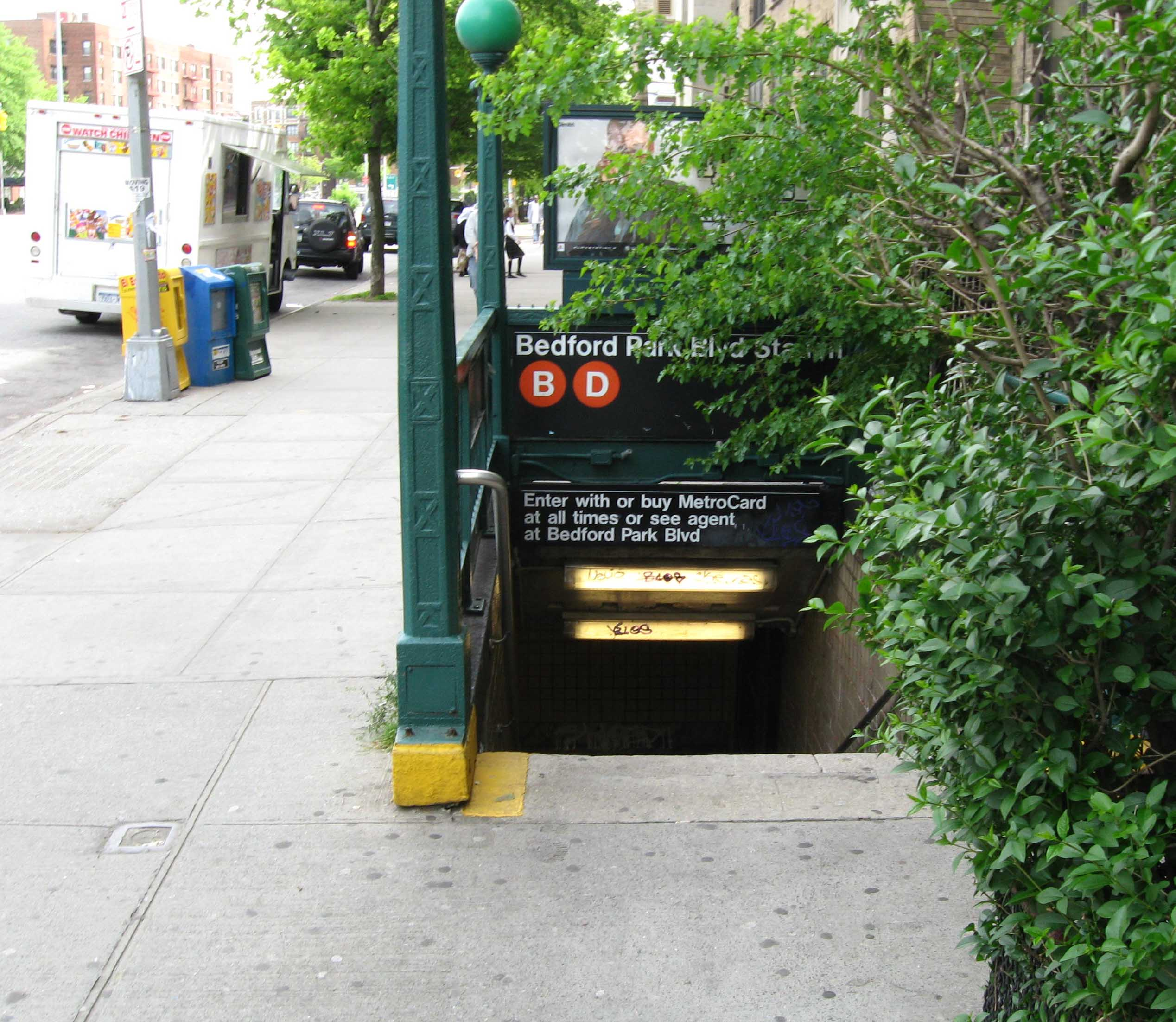
ベッドフォード・パーク・ブールバードとグランド・コンコースの交差点北東の階段

当駅には改札階が駅の北と南の2ヶ所にある。以前この2つは繋がっており1つの改札階となっていたが中央をコンコース線の運行管理区域としたため改札階が分断された。なお、両ホームからこの閉鎖された区域への階段は閉鎖のみで取り壊されずに残っている。駅南側の改札口には回転式改札機ときっぷ売り場があり、こちらは階段でベッドフォード・パーク・ブールバードとグランド・コンコースの交差点周辺へと出ることができる。
反対の駅北側の改札口には回転式改札機があり、グランド・コンコースと203丁目の交差点付近へ出ることが可能である。
- 階段1つ、ベッドフォード・パーク・ブールバードとグランド・コンコースの交差点北西[2]。
- 階段1つ、ベッドフォード・パーク・ブールバードとグランド・コンコースの交差点北、グランド・コンコース中央[2]。
- 階段1つ、ベッドフォード・パーク・ブールバードとグランド・コンコースの交差点北東[2]。
- 階段1つ、グランド・コンコースと東203丁目の交差点南西[2]。
- 階段1つ、グランド・コンコースと東203丁目の交差点北東[2]。

### 配線
当駅の南側にて外側の2線から線路が外側に分岐し、2線の下を潜った後に分岐線同士が合流しコンコース線の急行線となる。この急行線はラッシュ時に混雑方向へ向かう急行列車が使用する。ただし、配線の都合上駅中央のB系統の使用している線路から急行線への進入はできない。この配線によりB系統が駅に進入中、もしくは駅から発車中でもD系統は急行線から駅に進入、および急行線へ発車を行うことが可能となっている。
駅北側では中央の線路が2線になり外側2線とシーサスクロッシングで接続した後に西へ進路を変えコンコース車両基地へと向かう。外側2線は東へ進路を変え当路線の終点であるノーウッド-205丁目駅へと向かう。